# Знак Голлівуду
Знак Голлівуду — відомий пам'ятний знак на Голлівудських пагорбах у Лос-Анджелесі, Каліфорнія. Знак є словом «HOLLYWOOD» (назва місцевості), написаним великими білими буквами. Знак був створений як реклама у 1923 р., але він став настільки популярним, що став фірмовим знаком кіноіндустрії США. Розташований на висоті 491 м над рівнем моря, на південному схилі гори Маунт-Лі, Голівудських пагорбів, що є частиною хребта Санта Моніка.
За свою історію Знак Голлівуду часто служив об'єктом жартів та вандалізму, був реставрований та поставлений під охорону за допомогою сучасної системи безпеки. Знак часто фігурує у різних фільмах та телевізійних передачах, які знімаються в Голівуді або не далеко від нього. Знаки подібні за стилем , але інші за значенням, часто з'являються в пародіях.

## Історія

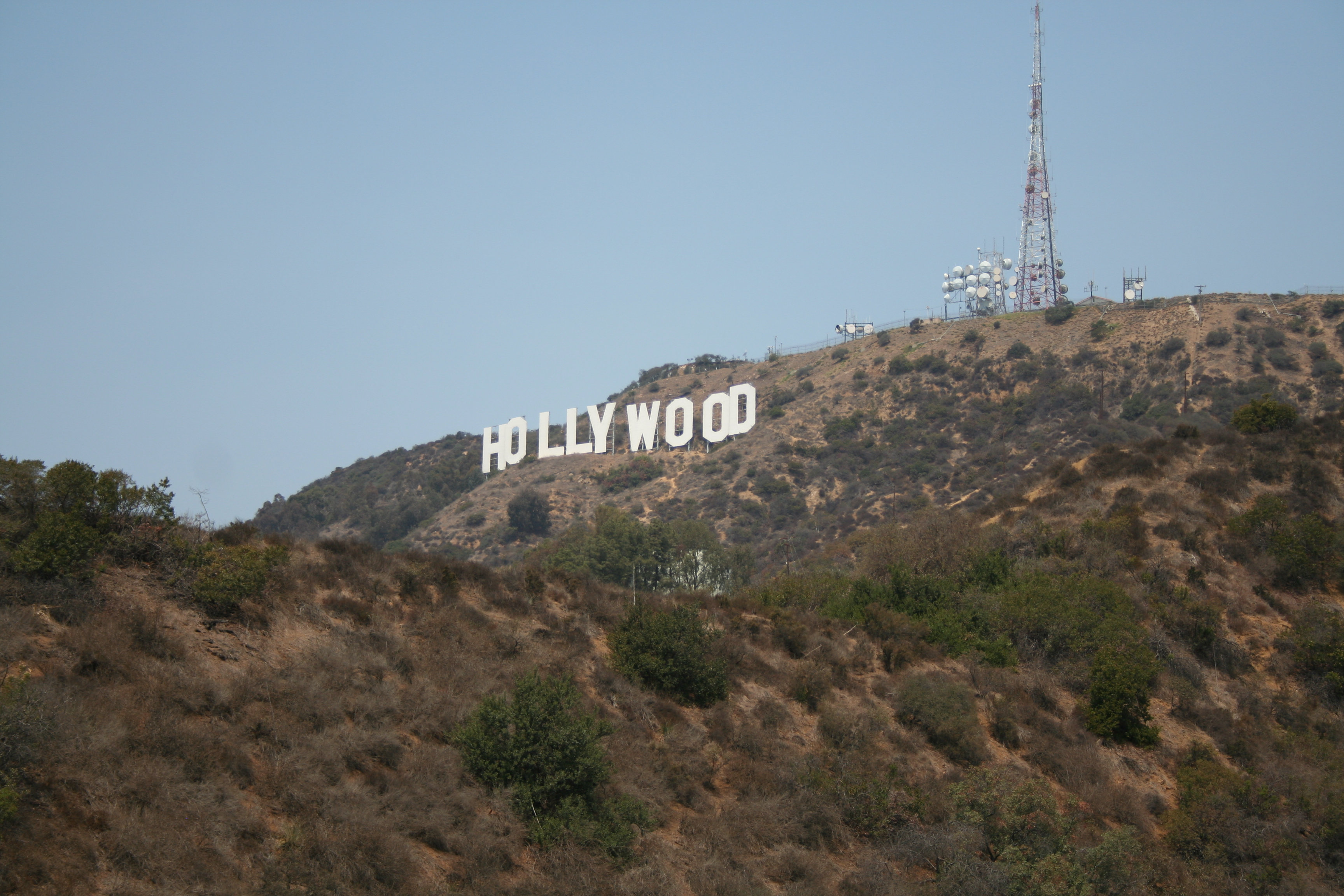
вид на знак з Голівудських пагорбів.

Перший знак створений з словом «HOLLYWOODLAND», і створений він як реклама нових житлових кварталів на пагорбах над районом Голлівуд міста Лос-Анджелес. Кожна буква була 9,1 м (30 футів) в ширину та 15,2 м (50 футів) у висоту і мала близько 4 тис. лампочок. Знак був офіційно відкритий 13 липня 1923 р. Знак мав простояти як реклама не більше як півтора року, але з розвитком американської «фабрики мрій», та набуттям нею світової популярності знак було вирішено залишити.
Знак почав настільки сильно та однозначно асоціюватись з Голлівудом, що у вересні 1932 року, актриса Пег Ентвістл (Peg Entwistle) вчинила самогубство, скочила з букви «Н», виразивши протест Голлівуду, який від неї відрікся.
Офіційна підтримка та ремонт знаку закінчились у 1939 році, і він став швидко руйнуватися. На початку 1940 року, офіційний оберігач знаку Альберт Кофе потрапив у аварію, яка призвела до руйнування букви «Н» в знаку. Альберт Кофе керував автомобілем по дорозі на Маунт-Лі у стані алкогольного сп'яніння, втратив контроль над управлінням, впав зі скелі, і врізався в букву «Н». Альберт Кофе не постраждав, але його Форд 1928 року випуску і буква «Н» були зруйновані.
У 1949 році Торгова палата Голлівуду спільно з Департаментом парків міста відремонтувала та відновила знак, і, згідно з контрактом, останні букви «LAND» в знаку були видалені. Незважаючи на роботи з відновлення знаку, стан знаку (який зроблений з дерева та металічних листів) продовжував погіршуватись. Урешті-решт перша буква «О» розвалилася і стала подібною на малу букву «u», а третя буква «О» повністю завалилась, що привело знак до вигляду «HuLLYWO D».
У 1978 році, завдяки громадській кампанії з відновлення знаку, яка проводилась шок-рок музикантом Елісом Купером (який профінансував відновлення повністю зруйнованої букви «О»), Торгова палата замінила знак. Дев'ять спонсорів зробили пожертви в розмірі 27 тис. 777 доларів, що в сумі склало 250 тис. доларів, на створення нових букв із довговічної австралійської сталі.
Розмір нових букв склав 13,7 м у висоту та від 9,3 до 11,8 м у ширину. Нова версія знаку була відкрита 14 листопада 1978 року, у 75-ту річницю Голлівуду. За церемонією відкриття у прямому ефірі спостерігало 60 мільйонів глядачів.
Чергове оновлення знаку, яке профінансувала компанія Bay Cal Commercial Painting, відбулось у листопаді 2005 року і включало в себе повне перефарбування букв знаку. Також у 2005 році продюсер Ден Блісс виставив на аукціон eBay оригінальний знак 1923 року і продав його за 450 тис. доларів..

## Спонсори

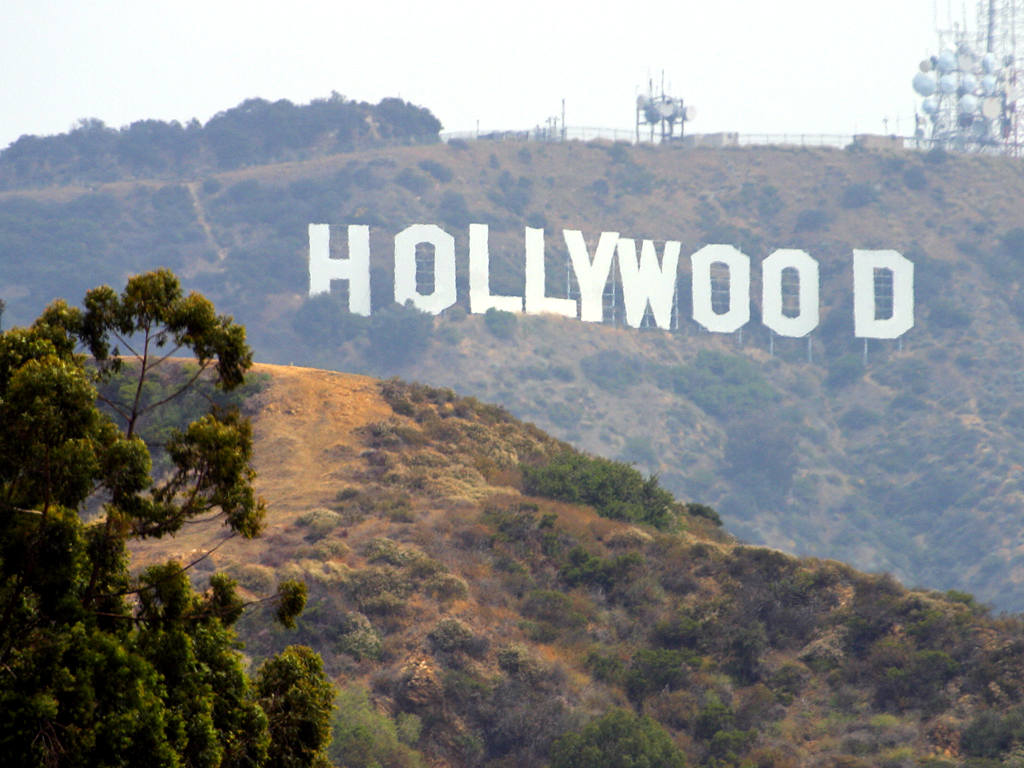
Букви на знаку в теперішній час на 1,5 метра коротші, ніж були в початковій версії

- H — Джоел Руїз
- O — Джованні Мазза
- L — Лес Келлей
- L — Джин Отрі
- Y — Г'ю Гефнер
- W — Енди Вильямс
- O — Ворнер бразерс рекордс
- O — Еліс Купер, в память про Граучо Марксе
- D — Грег Брігхам Карлсон

## Зміна знаку
Несанкціонована зміна знаку заборонена і незаконна. Але декілька разів знак був змінений, що завжди супроводжувалось великою увагою публіки. Нижче наведені деякі з таких змін.
- У січні 1976 року знак був змінений на «HOLLYWEED» («свята трава») на честь нового закону штату Каліфорнія про марихуану.
- У травні 1987 року до святкування століття Голлівуду студенти Каліфорнійського технологічного інституту змінили знак на «CALTECH» («California Institute of Technology»), закривши частини букв.
- Перед матчем з американського футболу у 1993 році між Каліфорнійським університетом у Лос-Анджелесі та Університетом Південної Каліфорнії знак був змінений на «GO UCLA» («Вперед, UCLA»).

Орієнтовно в 2000 році Департамент поліції Лос-Анджелесу встановив систему безпеки, обладнану детекторами руху та системою відеоспостереження. У випадку, якщо хтось наблизиться до знаку на відстань у 50 ярдів (45,72 метра), включається сигналізація та викликається поліція.
При святкуванні нового року 1 січня 2000 року, на знаку були запалені численні різнокольорові лампочки.

## У популярній культурі

### У кіно
Знак Голлівуду можна часто спостерігати у фільмах-катастрофах. Ось декілька прикладів знищення знаку у фільмах:
- «Післязавтра» — знак знищується торнадо.
- «10,5 балів» — знак знищується потужним землетрусом (пізніше фрагмент знищеного знаку показують на початку другої частини фільму «10,5 баллів: Апокаліпсис»).
- «Життя після людей» — знак був показаний через 10 років після людей (немає букви «W», відвалюється буква «D»), та 50 років без людей (заржавілі букви розвалюються від землетрусу).
- «Оселя зла: Потойбічне життя» — знак показали вже знищеним.
- «Термінатор: Спасіння прийде» — Знак показали знищеним після ядерного вибуху.

У інших фільмах знак не знищується. Ось декілька прикладів:
- «Персі Джексон та Викрадач блискавок» — знак показаний на фоні грозових хмар, головні герої знаходять під знаком печеру, яка веде до пекла.
- «День незалежності» — знак, як і все місто накриває тінь від корабля прибульців.
- «Секс по дружбі» — герої фільму залазять на букву «О» знаку, після чого їх арештовує поліція.
- «Шрек 2», «Шрек III», «Шрек назавжди» — на знак була створена пародія, замість «HOLLYWOOD», було написано «FAR FAR AWAY».
- «Сімпсони» — на знак також була створена пародія, в місті Спрингфілд був знак «SPRINGFIELD».
- Серіал «Герої», 2 сезон — два персонажі (Клер Беннет та Вест Роусен) сидять верхи на знаку.
- Серіал «Беверлі-Хіллз, 90210», в останній серії 3 сезону герої змінюють знак на «W BEV HI’93» на честь закінчення школи західного Беверлі у 1993 році.
- В мультсеріалі «Кінь БоДжек» головний герой напідпитку краде зі знаку літеру «D», після чого Голлівуд міняє назву на Голліву. В фінальному епізоді інший персонаж замовляє нову літеру «D», але через помилку працівники встановлюють літеру «B», перетворюючи Голліву на Голлівуб.

Також знак можна побачити на заставці кінокомпанії «20th Century Fox».

### У іграх
- «L.A. Noire» — оригінальна перша версія знаку зразка 1947 року з написом «HOLLYWOODLAND».
- «Burnout Paradise» — на знак зроблена пародія, на одному з пагорбів міста Paradise City було написано «PARADISE CITY»
- «Grand Theft Auto: San Andreas» — на знак зроблена пародія, замість «HOLLYWOOD» написано «VINEWOOD».
- «Serious Sam: The Second Encounter» — на знак зроблена пародія, на горі можна побачити напис Crollywood.
- «Need for Speed: Underground 2» — на знак зроблена пародія, замість «HOLLYWOOD» написано «BAYVIEW», так як сюжет гри проходить у місті Bayview.
- «Midnight Club: Los Angeles» — сучасна версія знаку «HOLLYWOOD».
- «Grand Theft Auto V» — в першому трейлері гри можна побачити «VINEWOOD», який є пародією на «HOLLYWOOD».